# Cacatua tenuirostris
Catatua-de-bico-longo, catatua-násica ou catatua-de-bico-comprido (Cacatua tenuirostris) é uma espécie de ave da família Cacatuidae endêmica da Austrália.